# Litvínovice
Litvínovice – wieś i gmina w Czechach, w powiecie Czeskie Budziejowice, w kraju południowoczeskim. Według danych z dnia 1 stycznia 2013 liczyła 2 216 mieszkańców.
11 lutego 1929 zanotowano tu najniższą temperaturę w historii Czech i Czechosłowacji (-42,2 °C).